# 自己抗体
自己抗体（じここうたい、英: Autoantibody）とは、自己の細胞ないし組織に対して産生される抗体のこと。
| 自己抗体                                    | 自己抗体                     | 対象抗原                                      | 疾患                                                           |
| 抗核抗体                                    |                              |                                               |                                                                |
| 抗dsDNA抗体                                 | double stranded-DNA          | 全身性エリテマトーデス (SLE)                  |                                                                |
| 抗sm抗体                                    | Smith                        | SLE                                           |                                                                |
| 可溶性核抗原 (ENA)                          | Ro/SS-A, La/SS-B             | SLA シェーグレン症候群                        |                                                                |
| 抗セントロメア抗体                          | centromere                   | 限局皮膚硬化型全身性強皮症（旧称CREST症候群） |                                                                |
| 抗神経細胞核抗体-2                          | Ri                           | オプソクローヌス                              |                                                                |
| 抗トポイソメラーゼ-1抗体（抗Scl-70抗体）    | トポイソメラーゼ-1           | 強皮症                                        |                                                                |
| 抗ヒストン抗体                              | ヒストン                     | SLE                                           |                                                                |
| 抗p62抗体                                   | ヌクレオポリン62             | 原発性胆汁性胆管炎                            |                                                                |
| 抗sp100抗体                                 | Sp100核抗原                  | 原発性胆汁性胆管炎                            |                                                                |
| 抗糖蛋白210抗体                             | ヌクレオポリン210kDa         | 原発性胆汁性胆管炎                            |                                                                |
| 抗トランスグルタミナーゼ抗体                | tTG                          |                                               | セリアック病                                                   |
| 抗トランスグルタミナーゼ抗体                | eTG                          |                                               | 疱疹状皮膚炎                                                   |
| 抗ガングリオシド抗体                        | 抗ガングリオシド抗体         | ガングリオシドGQ1B                            | ミラー・フィッシャー症候群                                     |
| 抗ガングリオシド抗体                        | 抗ガングリオシド抗体         | ガングリオシド GD3                            | 急性運動性軸索性ニューロパチー (AMAN)                          |
| 抗ガングリオシド抗体                        | 抗ガングリオシド抗体         | ガングリオシド GM1                            | 多巣性運動ニューロパチー (MMN)                                 |
| 抗アクチン抗体                              | 抗アクチン抗体               | アクチン                                      | セリアック病                                                   |
| 肝腎ミクロソーム抗体1型                     | 肝腎ミクロソーム抗体1型      |                                               | 自己免疫性肝炎                                                 |
| ループス性抗凝固因子                        | 抗トロンビン抗体             | トロンビン                                    | SLE                                                            |
| 抗リン脂質抗体                              | 抗リン脂質抗体               | リン脂質                                      | 抗リン脂質抗体症候群                                           |
| 抗好中球細胞質抗体 (ANCA)                   | PR3-ANCA (c-ANCA)            | 好中球細胞質                                  | 多発血管炎性肉芽腫症                                           |
| 抗好中球細胞質抗体 (ANCA)                   | MPO-ANCA (p-ANCA)            | 好中球核周囲                                  | 顕微鏡的多発血管炎 好酸球性多発血管炎性肉芽腫症                |
| 抗アミノアシルtRNA合成酵素抗体（抗ARS抗体） | 抗Jo-1抗体                   | 細胞内酵素                                    | 多発筋炎/皮膚筋炎                                              |
| 抗アミノアシルtRNA合成酵素抗体（抗ARS抗体） | 抗PL-7抗体                   | 細胞内酵素                                    | 多発筋炎/皮膚筋炎                                              |
| 抗アミノアシルtRNA合成酵素抗体（抗ARS抗体） | 抗PL-12抗体                  | 細胞内酵素                                    | 多発筋炎/皮膚筋炎                                              |
| 抗アミノアシルtRNA合成酵素抗体（抗ARS抗体） | 抗EJ抗体                     | 細胞内酵素                                    | 多発筋炎/皮膚筋炎                                              |
| 抗アミノアシルtRNA合成酵素抗体（抗ARS抗体） | 抗OJ抗体                     | 細胞内酵素                                    | 多発筋炎/皮膚筋炎                                              |
| 抗アミノアシルtRNA合成酵素抗体（抗ARS抗体） | 抗KL抗体                     | 細胞内酵素                                    | 多発筋炎/皮膚筋炎                                              |
| 抗アミノアシルtRNA合成酵素抗体（抗ARS抗体） | 抗Zo抗体                     | 細胞内酵素                                    | 多発筋炎/皮膚筋炎                                              |
| リウマトイド因子                            | リウマトイド因子             | IgG                                           | 関節リウマチ                                                   |
| 抗平滑筋抗体                                | 抗平滑筋抗体                 | 平滑筋                                        | 自己免疫性肝炎                                                 |
| 抗ミトコンドリア抗体                        | 抗ミトコンドリア抗体         | ミトコンドリア                                | 原発性胆汁性胆管炎                                             |
| 抗アセチルコリン受容体抗体                  | 抗アセチルコリン受容体抗体   | アセチルコリン受容体                          | 重症筋無力症                                                   |
| 抗MuSK抗体                                  | 抗MuSK抗体                   | muscle-specific kinase (MUSK)                 | 重症筋無力症                                                   |
| 抗VGCC抗体                                  | 抗VGCC抗体                   | voltage-gated calcium channel (P/Q-type)      | ランバート・イートン症候群                                     |
| 抗甲状腺ペルオキシダーゼ抗体                | 抗甲状腺ペルオキシダーゼ抗体 | ヨウ化物ペルオキシダーゼ (microsomal)         | 橋本病                                                         |
| 抗TSHレセプター抗体                         | 抗TSHレセプター抗体          | TSH受容体                                     | バセドウ病                                                     |
| 抗Hu抗体                                    | 抗Hu抗体                     | Hu                                            | 腫瘍随伴小脳変性症                                             |
| 抗Yo抗体                                    | 抗Yo抗体                     | 小脳プルキンエ細胞                            | 腫瘍随伴小脳変性症                                             |
| 抗アミノフィリン抗体                        | 抗アミノフィリン抗体         | アミノフィリン                                | 腫瘍随伴小脳変性症                                             |
| 抗VGKC抗体                                  | 抗VGKC抗体                   | voltage-gated potassium channel (VGKC)        | 辺縁系脳炎                                                     |
| 抗基底核抗体                                | 抗基底核抗体                 | 基底核                                        | シデナム舞踏病 溶連鎖球菌関連小児自己免疫神経精神疾患 (PANDAS) |
| 抗NMDA抗体                                  | 抗NMDA抗体                   | N-methyl-D-aspartate receptor (NMDA)          | 脳炎                                                           |
| 抗GAD抗体                                   | 抗GAD抗体                    | グルタミン酸デカルボキシラーゼ (GAD65)        | 1型糖尿病 スティッフパーソン症候群                             |
| 抗アンフィフィシン抗体                      | 抗アンフィフィシン抗体       | アンフィフィシン                              | スティッフパーソン症候群                                       |
|                                             |                              | aquaporin-4                                   | デーヴィック症候群                                             |

## 病原性自己抗体
自己免疫性疾患の定義に関してはよく知られているものはWitebskyの仮説、Machkayの定義が知られている。Witebskyの仮説では下記の5つの条件を満たすものを自己免疫性疾患とよぶことになった。その条件は、標的臓器に対する抗体またはリンパ球の存在、標的臓器内の特異抗原の証明、動物への特異抗原の免疫による抗体の産出、免疫された動物でのヒトの疾患に対応する病理組織学的変化、免疫された動物のリンパ球の正常動物への移入による同様の病態の再現である。Machkayの定義は高γグロブリン血症（1.5g/dl以上）、自己抗体、病変部位への免疫グロブリン沈着、副腎皮質ステロイド薬に反応、しばしば他の自己免疫疾患を合併するというものである。Witebskyの仮説は1993年に改訂され、それが病原性自己抗体の条件として用いられている。また脳神経内科の領域ではDaniel B Drachmanらが提唱した病原性自己抗体の定義がしばしば引用される。

### 改訂Witebskyの仮説
1993年に改訂されたWitebskyの仮説では下記の5つの条件を満たすことが病原性自己抗体とされる。
抗体が認識可能な部位（主に細胞表面）に標的抗原が発現すること
その抗体を除去することで症候や所見が改善する
抗体陽性患者群が一定の臨床的特徴を有する
抗体価と疾患活動性に相関が認められる
モデル動物に抗体を投与することで病態が再現される（passive transfer）
この条件のうち特にpassive transferを再現するのが特に難しく、条件をみたせない抗体は非常に多い。

### Daniel B Drachmanらの定義
自己抗体は臨床的に重要なバイオマーカーであるが、病因にどのように関わっているのかも重要である。病因に関与する自己抗体を病原性自己抗体という。病原性自己抗体であることを証明するには以下の5つの条件をみたすことが求められる。これはDaniel B Drachmanが提唱した条件であり、検出、抗原との反応、疾患移送、能動免疫、抗体力価低下と病態改善の5つの条件である。検出と抗体力価低下と病態改善はベッドサイドで示される内容であるが、抗原との反応、疾患移送、能動免疫は研究室での実験で示される内容である。重症筋無力症の抗AchR抗体、視神経脊髄炎の抗AQP4抗体、免疫介在性壊死性筋症の抗SRP抗体と抗HMGCR抗体などが下記の条件を満たし病原性自己抗体と考えられている。
検出
対象となる自己抗体が患者で検出されることである。
抗原との反応
自己抗体がターゲットとなる抗原と相互作用することを示すことである。細胞レベルあるいは分子レベルの相互作用の結果症状を説明できるかという点も重要である。
疾患移送
自己抗体の投与によって病態が再現されることを示すことである。passive transferともいう。
能動免疫
対応する抗原の免疫により疾患モデルが発現されることである。
抗体力価低下と病態改善
自己抗体の力価低下によって病態が改善することである。

## 自己抗体の産生機構
大阪大学微生物病研究所/免疫学フロンティア研究センターらの研究グループは2015年、全身性エリテマトーデスや多発性硬化症といった自己免疫疾患との関わりが知られている、9割以上の人間が感染しているヘルペスウイルスの一種、エプスタイン・バール・ウイルス（EBウイルス）による自己免疫疾患発症のメカニズムを分子生物学的に示した。
通常、胚中心B細胞（成熟段階にあるB細胞）の表面に、排除する抗原に合わないB細胞受容体や、自分の抗原に反応するB細胞受容体があれば、そのB細胞はアポトーシスにより排除される。しかし、その胚中心B細胞がEBウイルスに感染すると、EBウイルスの潜伏感染Ⅲ型遺伝子のLMP2AがB細胞受容体シグナルを模倣し、さらに形質細胞（抗体産生細胞）への分化を促進する因子 (Zbtb20) が出現して、本来はアポトーシスにより排除されるべき自己反応性B細胞が生き残り（B細胞選択異常）、自己反応性受容体などの抗体を出し続ける形質細胞になる結果、自己免疫疾患が発症するということである。
また同様に、鳥取大学医学部医学科分子病理学分野の研究グループは2017年、EBウイルスに感染したB細胞からバセドウ病の自己抗体である抗TSHレセプター抗体 (TRAb) が産生されることを分子生物学的に示した。
EBウイルスに感染したB細胞は自己反応性か否かによらず、EBウイルスの潜伏感染Ⅲ型遺伝子のLMP1によるT細胞非依存性のCD40共刺激シグナルの模倣によるNF-κBの活性化で、活性化誘導シチジンデアミナーゼ{AID}の発現が促進されT細胞非依存性のクラススイッチが可能となり、多クローン性にあらゆるアイソタイプの抗体の産生をし得る。EBウイルスに感染したB細胞が自己反応性の抗体の可変部を持っていた時、自己抗体を産生し得るということである。